# Tempio di Fortuna Euelpis
Il tempio di Fortuna Euelpis (cioè della Bonae Spei, della "Buona Speranza") era un tempio di Roma antica, situato sul colle Quirinale, lungo il Vicus Longus, equivalente all'attuale via Nazionale.
Si tratta di uno dei templi di Fortuna che Plutarco attribuiva alla fondazione di Servio Tullio (Quaest. Rom., 74 e De fort. Rom., 10). L'edificio sacro era vicino al tempio di Spes, secondo un'accoppiata tra le divinità nota anche su alcune monete. Non si conoscono ulteriori notizie e la localizzazione esatta del tempio è ancora ignota.